# 팔라우날여우박쥐
팔라우날여우박쥐(Pteropus pelewensis)는 큰박쥐과에 속하는 박쥐의 일종이다. 왕박쥐속에 포함되며, 팔라우 제도에서 발견된다. 상업용과 소규모 사냥때문에 국제 자연 보전 연맹(IUCN)이 "취약근접종"으로 등재했다. 팔라우날여우박쥐에 대한 상업용 사냥은 1994년에 금지되었지만, 현지에서의 상업용 이용은 흔하다. 멸종위기에 처한 야생동식물종의 국제거래에 관한 협약(CITES) 부속서 I에 등재되어 있다.